# 狩猎冢
狩猎冢（韓語：수렵총）是位于朝鮮民主主義人民共和國南浦市卧牛岛区花都里的一座土堆石房墓。因为它的里面有狩猎壁畫，所以得名狩猎冢。該墓的方向朝南。狩猎冢是由羡道和玄室组成的。它的羡道和玄室規格分別為2.9mx0.9mx1.7m和3.5mx3.25mx3.64m。 